# Saint-Hilaire-la-Gravelle
Saint-Hilaire-la-Gravelle é uma comuna francesa na região administrativa do Centro, no departamento Loir-et-Cher. Estende-se por uma área de 17,51 km². Em 2010 a comuna tinha 714 habitantes (densidade: 40,8 hab./km²).